# Michael Huke
Michael Helmut Huke (né le 30 mars 1969 à Sondershausen) est un athlète allemand, spécialiste du sprint.

## Biographie
En 1993, Michael Huke termine 6e des championnats du monde sur le relais 4 x 100 mètres aux côtés de Marc Blume, Robert Kurnicki et Steffen Görmer. 
L'année suivante, aux championnats d'Europe, il prend de nouveau la 6e place sur le 4 x 100 mètres, associé à Holger Blume, Steffen Görmer et Marc Blume.
Au niveau national, Michael Huke remporte à deux reprises le titre de champion d'Allemagne sur 200 mètres, en 1991 et 1994.

### Palmarès
| Date | Compétition           | Lieu      | Résultat | Épreuve   | Performance |
| ---- | --------------------- | --------- | -------- | --------- | ----------- |
| 1993 | Championnats du monde | Stuttgart | 6e       | 4 x 100 m | 38 s 78     |
| 1994 | Championnats d'Europe | Helsinki  | 6e       | 4 x 100 m | 39 s 36     |

### Records
| Épreuve    | Performance | Lieu    | Date           |
| ---------- | ----------- | ------- | -------------- |
| 100 mètres | 10 s 29     | Cologne | 21 juin 1996   |
| 200 mètres | 20 s 60     | Erfurt  | 3 juillet 1994 |